# Siegelhopfen

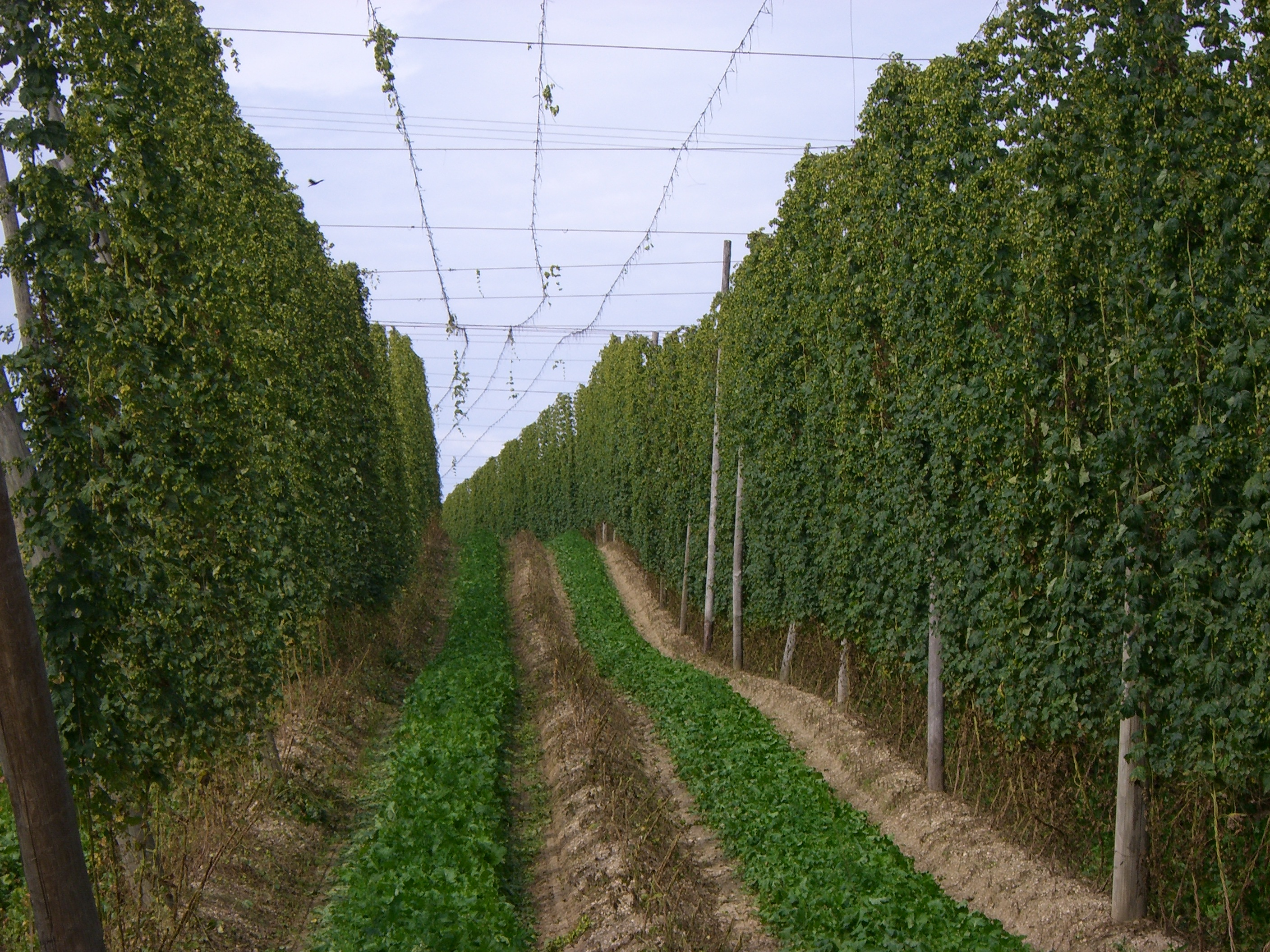
Ein Hopfengarten im bayerischen Anbaugebiet Hallertau

Als Siegelhopfen wird in Deutschland nach Anbau- bzw. Herkunftsgebiet zertifizierter Echter Hopfen bezeichnet. Gemäß dem seit 1996 bestehenden Hopfengesetz (HopfG) darf nur in den zu Siegelbezirken zusammengeschlossenen Gebieten erzeugter Hopfen als Siegelhopfen bezeichnet werden. 

## Geschichte
Das weltweit erste „Hopfensiegel“ wurde 1538 im Hochstift Eichstätt der fränkischen Stadt Spalt durch den damaligen Landesherrn, den Eichstätter Fürstbischof Christoph von Pappenheim verliehen.

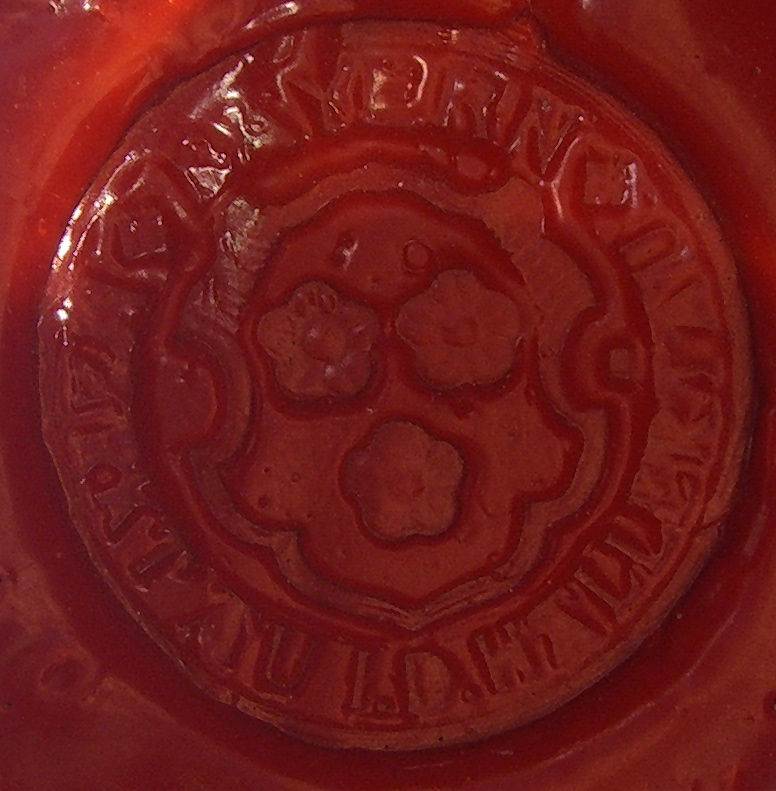
Hopfensiegel von Au in der Hallertau

1929 wurde das erste Deutsche Hopfenherkunftsgesetz (Gesetz über die Herkunftsbezeichnung des Hopfens) erlassen, das bis heute als eine Grundlage des Qualitätsrufs deutschen Hopfens gilt, und auf dessen Prinzipien auch die Europäische Hopfenmarktordnung von 1971 basiert. Nach dem Gesetz hatten bestimmte Orte das Recht, die Säcke mit den getrockneten Hopfendolden vor der Vermarktung zu verplomben bzw. zu versiegeln und dadurch vor Qualitätsverfälschung etwa durch Vermischungen zu schützen. Die gleichfalls Menge und Güte verbürgende Versiegelung geschieht mittlerweile nicht mehr durch Siegellack, sondern u. a. durch Strichcodes und Nummern versehene Klebesiegel. Auf Begleiturkunden werden zudem Angaben zu Anbauland, Anbaugebiet, Siegelbezirk, Erntejahr, Sorte und Menge sowie eine Bezugsnummer vermerkt.

## Bescheinigungsverfahren
Das Zertifizierungssystem für „Deutschen Siegelhopfen“ (DSH) ist zweistufig. Prüfungen werden durch Hopfenringe und Siegelgemeinden vorgenommen; unterschieden wird zwischen nicht aufbereitetem Hopfen (Kürzel N.A.) und aufbereiteten Hopfenerzeugnissen wie etwa Hopfenextrakt oder -pellets.

## Siegel
Siegel enthalten folgende Informationen:
- Sorte
- Erntejahr
- Siegelbezirk
- Anbaugebiet
- Bruttogewicht
- Bezugsnummer
- Anbauland